# Abdoul Aziz Diallo
Pour les articles homonymes, voir Diallo.
Abdoul Aziz Diallo est un homme politique et député guinéen. Il meurt le 23 septembre 2022 à Conakry.

## Biographie
Il est membre de la chambre préfectorale du commerce de Dalaba et membre du Rassemblement du peuple de Guinée de l'ancien président Alpha Condé,.  Il a représenté la circonscription de la préfecture de Dalaba au double scrutin du 22 mars 2020.
Il fut membre de la Commission, commerce, hôtellerie, tourisme et artisanat à l'assemblée nationale.

## Décès
Abdoul Aziz est mort le 23 septembre 2022 à Conakry des suites d’une courte maladie. Il est enterré à Dalaba,.